# St. Cäcilia (Pavelsbach)

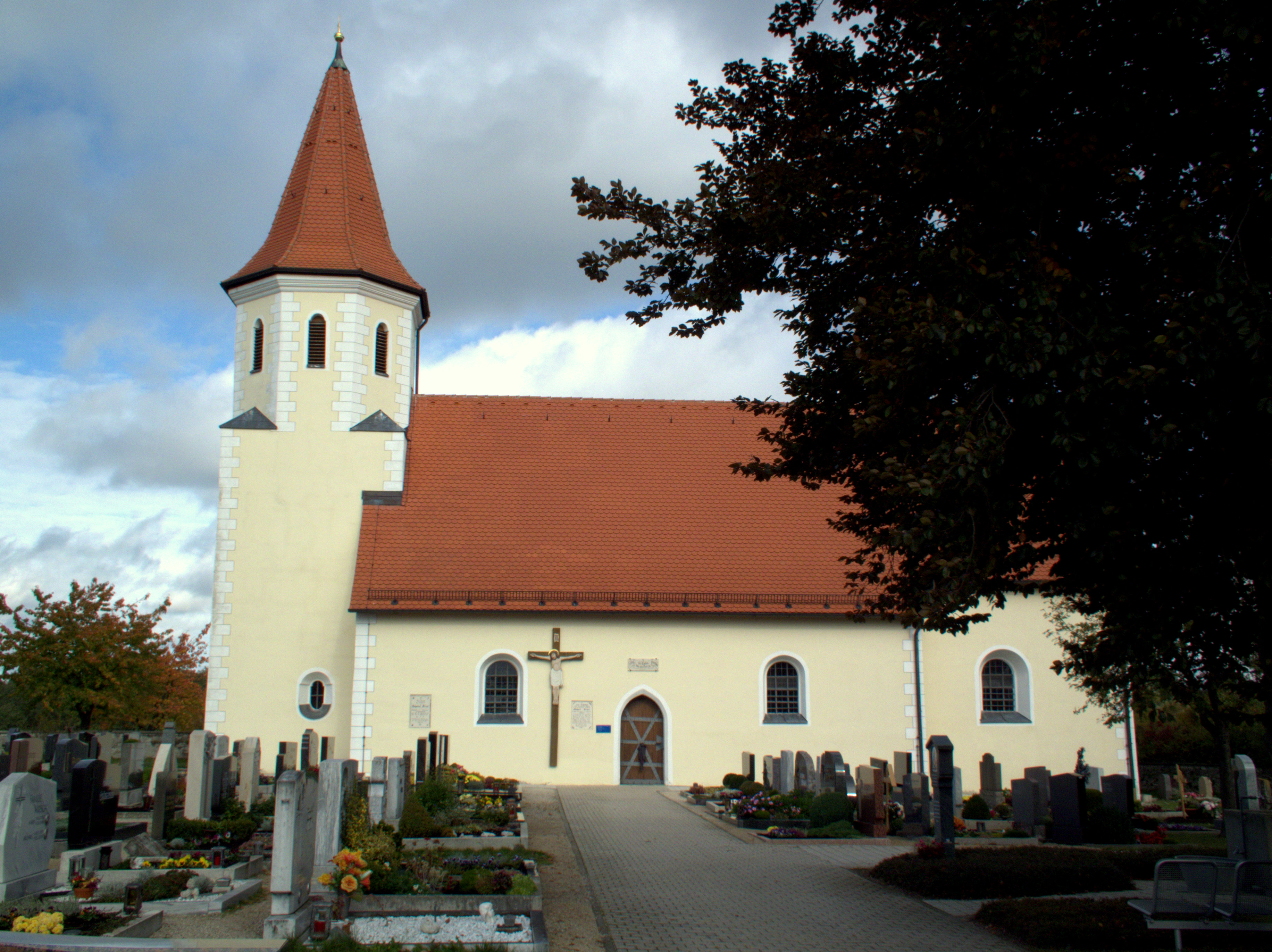
St. Cäcilia (Pavelsbach)

Die römisch-katholische, denkmalgeschützte, ehemalige Wallfahrtskirche und heutige Friedhofskapelle St. Cäcilia steht in Pavelsbach, einem Gemeindeteil des Marktes Postbauer-Heng im Landkreis Neumarkt in der Oberpfalz. Sie gehört zum Dekanat Neumarkt in der Oberpfalz des Bistums Eichstätt. Das Bauwerk ist als Baudenkmal in die Bayerische Denkmalliste eingetragen.

## Beschreibung
Der gotische Vorgängerbau wurde 1552 zerstört. Die heutige Saalkirche wurde 1602 neu gebaut, nachdem der Friedhof hierher verlegt wurde, und 1682 neu geweiht. Sie besteht aus einem nach Westen verlängerten Langhaus, dem vorgesetzten Kirchturm auf quadratischem Grundriss und dem eingezogenen, gerade geschlossenen Chor im Osten. Das oberste Geschoss des Kirchturms ist achteckig und beherbergt den Glockenstuhl, in dem eine im 15. Jahrhundert gegossene Kirchenglocke hängt. Darauf sitzt ein achtseitiger, spitzer Helm. Der Innenraum des Langhauses ist mit einer Holzbalkendecke überspannt, der des Chors mit einem Kreuzgewölbe. Zur Kirchenausstattung gehört der um 1680 gebaute Hochaltar, dessen zwei Säulen mit Akanthus berankt sind.